# Strömbacka smedja
Strömbacka smedja är en tidigare bruksmiljö i Strömbacka norr om Bjuråker i Hälsingland. Industrin fick bruksprivilegier 1742 och öppnade verksamheten 1753. Man bedrev smidesverksamhet enligt olika metoder och ägnade sig åt vallonsmide fram till 1947, vilket anses göra Strömbacka smedja till den sista smedjan i historien att överge vallonsmidet. Smedjan är ett byggnadsminne sedan 1990.

## Historia
Strömbacka bruk beviljades privilegier år 1742 och öppnade verksamheten elva år senare efter att den första stångjärnshammaren färdigställts. Under 1780-talet expanderade produktionen med ständigt ökande smidesrättigheter. Vid århundradets slut stod bestod bruket av tre hammarsmedjor som ägnade sig åt tysksmide och producerade totalt 1300 skeppund per år.
År 1827 köptes bruket av Per Adolf Tamm som införde vallonsmide vid den övre hammaren. Företaget införlivades 1876 i nybildade Iggesunds bruk. Verksamheten vid bruket nådde sin kulmen under 1880-talet då man sysselsatte omkring 350 personer. Produktionen var då organiserad så att lancashiresmide bedrevs vid den nedre hammaren, franche-comté vid mellanhammaren och vallonsmide vid den övre hammaren.
Under 1900-talet flyttade smidet upp till den övre hammaren. Lancashiresmide återinfördes 1944 varvid tre lancashirehärdar installerades. Vallonsmide bedrevs parallellt fram till 1947 och Strömbacka smedja anses ha varit den sista i bruk varande vallonsmedjan i världen. Lacashiresmidet pågick under ytterligare sex år, fram till 1953.

## Beskrivning
Smedjan är om- och tillbyggd i flera etapper och färdigställdes i sitt nuvarande utförande 1930. Delar av det bevarade murverket kan vara från den äldsta hammarbyggnaden som byggdes 1753. Smedjan och dess blåsmaskiner har väggar i panelat regelverk, delvis vilande på murar av granit och slaggsten, medan den nordöstra utbyggnaden för gös- och gnisterhus är byggd i vitputsad sten. Taken är täckta med korrugerad plåt.
Smedja är utrustad med en vallonhärd, räckvällugn, tre lancashirehärdar, blåsmaskin, mumblingshammare och två lufthamrar. De vattenhjul, turbiner sumpar och tub som behövdes för kraftöverföringen har bevarats i sin helhet.
Till smedjan hör även ett labbi med spritputsade fasader, dubbla frontespiser och mansardtak täckt med enkupigt tegel. Det nuvarande utseendet tros vara resultatet av en ombyggnation till varmbadhus under 1920-talet. Byggnaden inreddes sedan till gymnastiklokal med tvätt- och omklädningsrum på 1950-talet.

## Galleri

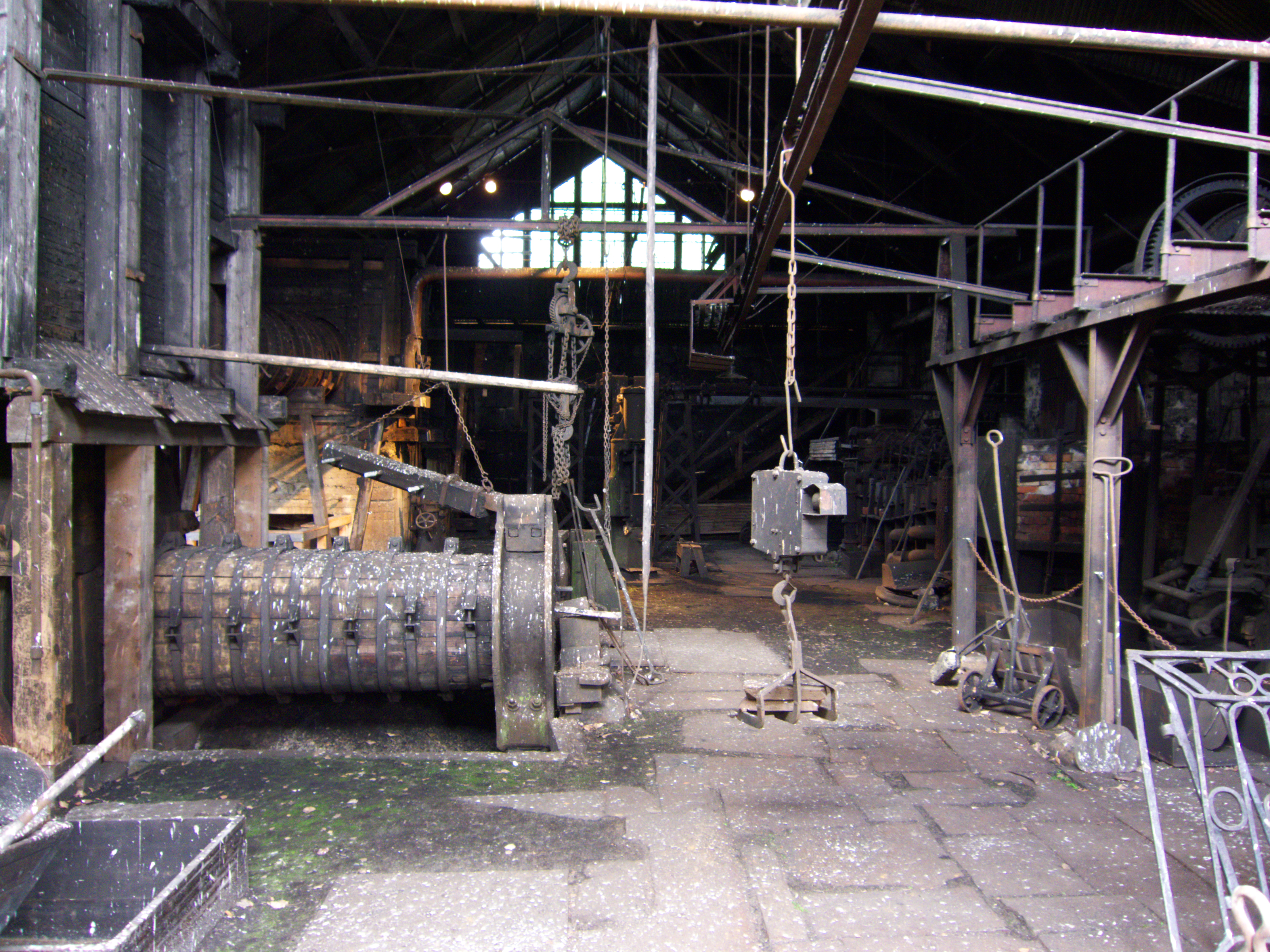
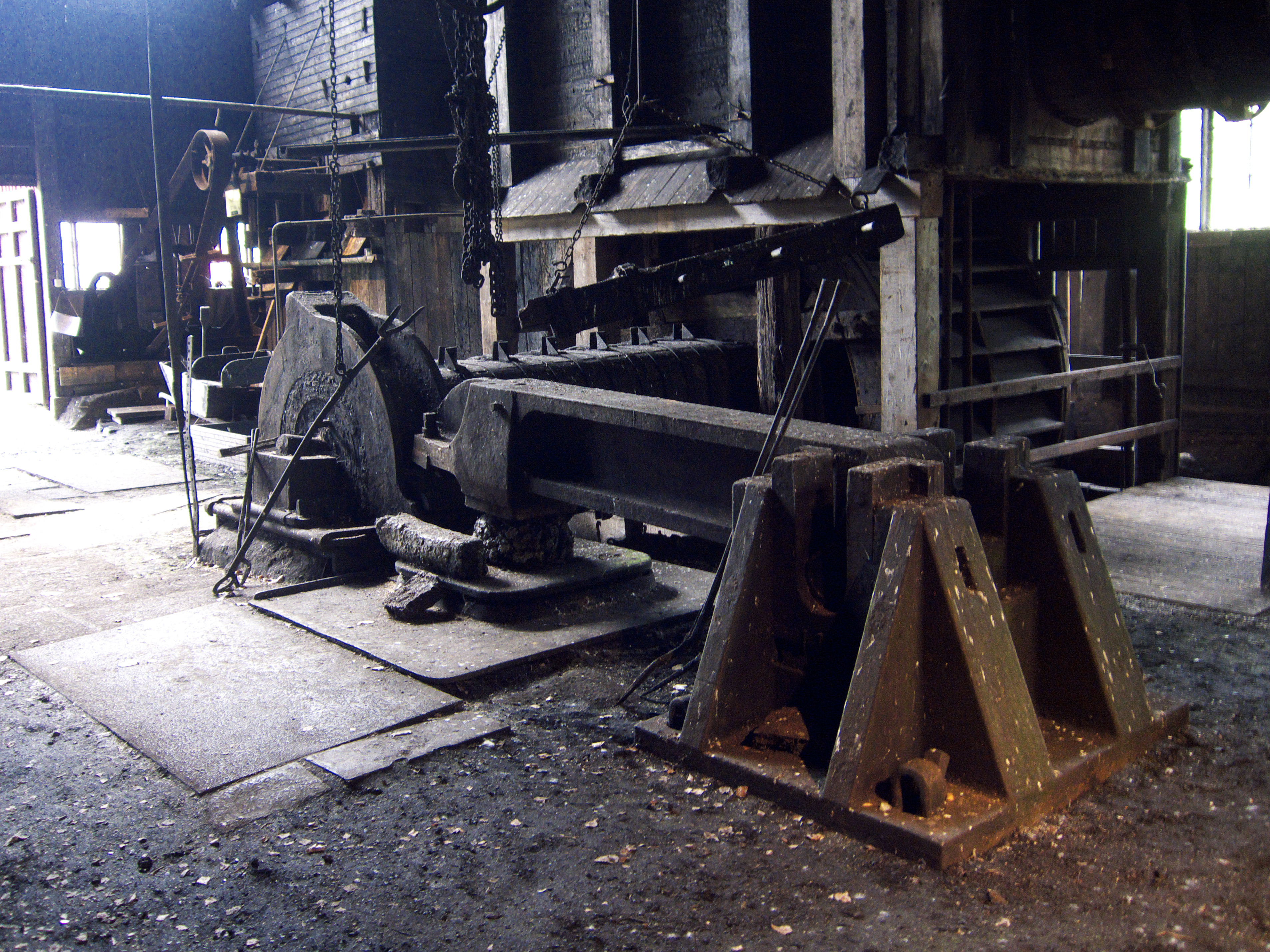
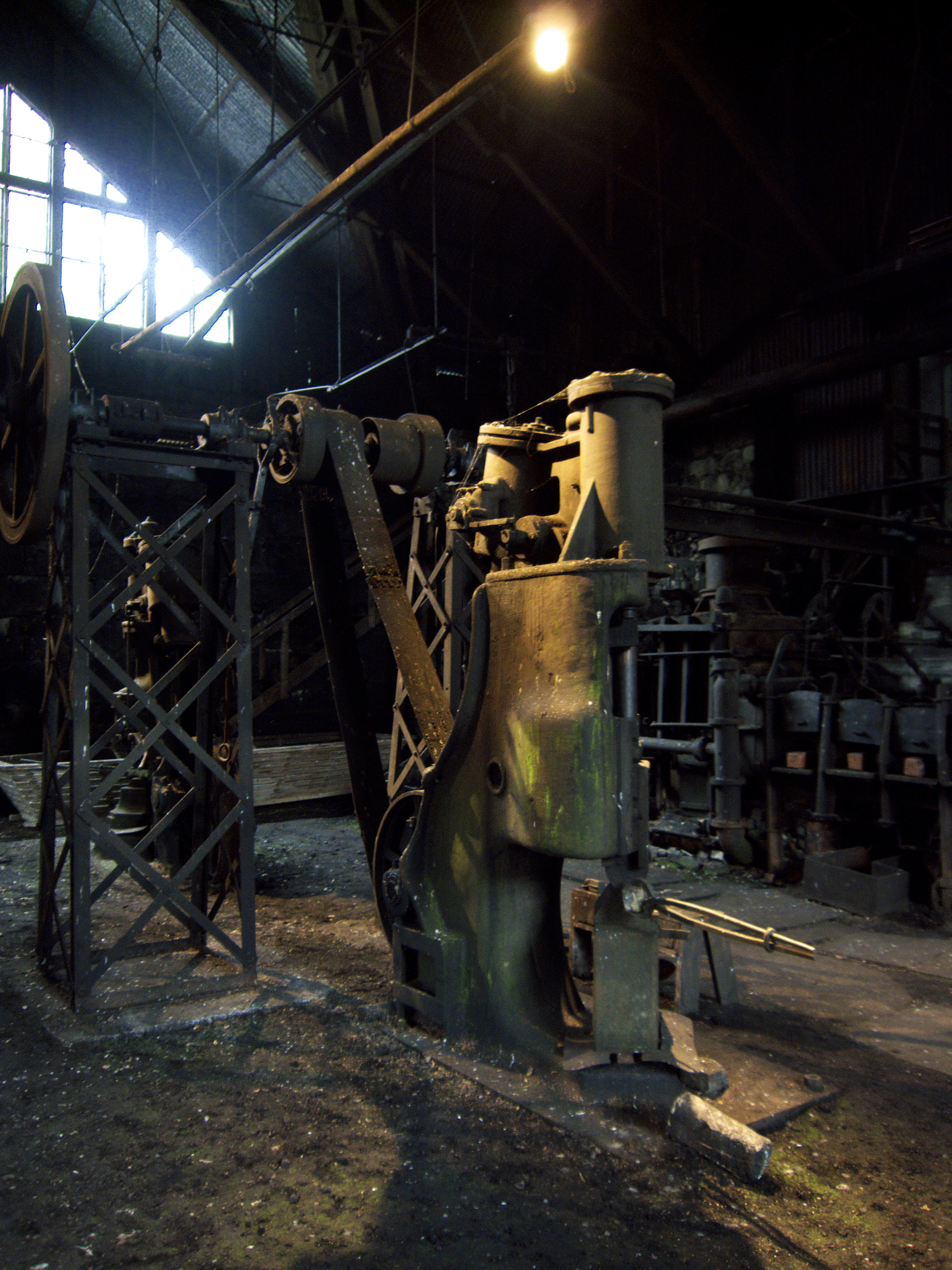